# Louie Simmons
Louie Simmons, född 12 oktober 1947, död 24 mars 2022, var en amerikansk styrkelyftare och tränare. Han var aktiv som styrkelyftare och tränare i mer än femtio år. Han är grundaren av gymmet Westside Barbell och har utvecklat flera träningsprotokoll, inklusive "Westside Barbell/Conjugate Method". Han är också upphovsmannen bakom olika träningsmaskiner för "reverse hyper-extensions" och bältes-benböj. I amerikanska styrkelyftskretsar kallas han för "styrkelyftets gudfader".

## Karriär
Simmons började träna och tävla i styrkelyft i tjugoårsåldern. Han var tävlingsaktiv i över 50 år. Han har uppnått 920 pounds (417 kg) knäböj, en 600 pounds (270 kg) bänkpress och en 722 pounds (327,5 kg) marklyft vid över 50 års ålder. Han har uppnått resultat enligt styrkelyfts-standarden för elitidrottare i fem olika viktklasser under ett tidsspann på fyra decennier. Simmons var vid sitt frånfälle en av endast fem lyftare som har uppnått standarden för "elit-nivå" i fem olika viktklasser i styrkelyft.
Simmons har offentligt försvarat användningen av anabola steroider för att uppnå styrka och muskeltillväxt, och uppgav i en intervju med Joe Rogan 2016 att han själv använt anabola steroider sedan 1970. Han påpekade också att det inte är mot tävlingsreglerna att ta otillåtna substanser, men att det är mot reglerna att bli påkommen med att göra det.
Simmons har också arbetat som styrkekonsult med universitetsanknutna och professionella idrottslag, och hans träningsmetoder finns med i CrossFit Powerlifting-certifikatkursen. Hans artiklar om träningsmetoder var ett återkommande inslag i träningsmagasinet Powerlifting USA. Simmons var grundare och ägare till Westside Barbell, ett privat gym i Columbus, Ohio. Medlemskap utfärdas endast efter inbjudan.